# Бут, Владимир Владимирович
Влади́мир Влади́мирович Бут (7 марта 1977, Новороссийск, Краснодарский край, РСФСР, СССР) — российский и немецкий футболист, полузащитник. Обладатель Кубка европейских чемпионов в составе дортмундской «Боруссии». Старший брат Владимира Виталий — также футболист.

## Карьера

### Начало карьеры
Воспитанник новороссийской футбольной школы (тренер Владимир Княжев), с 15 лет выступал в местном клубе «Черноморец» в первой лиге России. Самый молодой дебютант первого дивизиона — 14 лет 358 дней.

### «Боруссия»
Летом 1994 удачно сыграл за сборную России на юниорском чемпионате Европы в Ирландии (в одном из матчей была обыграна Германия 2:0). Матчи просматривал один из тренеров дортмундской «Боруссии» Эдди Бекамп. В 17 лет Бут уехал в Германию. Одна из причин отъезда — убийство отца, Владимира Георгиевича Бута, 27 сентября 1993 в Новороссийске.
В Германии сначала выступал за юниорскую команду «Боруссии», а позже, с сезона 1996/97, закрепился в клубе немецкой бундеслиги «Боруссия» (Дортмунд). В 1997 «Боруссия» выиграла Лигу чемпионов, и Бут стал вторым российским футболистом после Игоря Добровольского, который удостоился этого трофея.
Бут считался специалистами одним из талантливейших футболистов Европы, подавал большие надежды. Однако с 2000 года карьера Бута в бундеслиге резко пошла на спад. Сначала он перешёл во «Фрайбург», а затем в «Ганновер 96».

### Возвращение в Россию
По окончании контракта с «Ганновером» Бут собирался перейти в шотландский «Хартс» и английский «Болтон», но переходы сорвались в самый последний момент, и игрок перешёл в «Шинник» (Ярославль), в котором в 2005 году сыграл 7 матчей в российской премьер-лиге.
В январе 2007 года находился на просмотре в румынском клубе «Динамо» (Бухарест), но в ходе сбора его кандидатура была отклонена главным тренером команды из-за недостаточной физической готовности. В итоге сезон-2007 Бут фактически пропустил, играя на региональном уровне в Швейцарии, где постоянно проживает его семья.
Перед сезоном 2008 года подписал контракт с новороссийским «Черноморцем», выступающим в первом дивизионе России; сыграл в его составе 37 матчей, забил 5 голов.

### Греция
В 2008 году объявил о завершении карьеры, но через полгода возобновил выступления, подписав двухлетний контракт с греческим клубом «Левадиакос». Однако вскоре сербский тренер Момчило Вукотич отказался от услуг Владимира, тот не сыграл за «Левадиакос» ни одного официального матча.
Затем Бут перешёл в греческий ОФИ, но ушёл из футбола после одного скромного сезона.
После возвращения в Россию работал тренером дубля «Черноморца», выступавшего в высшей лиге чемпионата Краснодарского края.

### Карьера в сборной
Дебютировал в сборной 17 августа 1999 года.
| Матчи и голы Бута за сборную России | Матчи и голы Бута за сборную России | Матчи и голы Бута за сборную России | Матчи и голы Бута за сборную России | Матчи и голы Бута за сборную России | Матчи и голы Бута за сборную России | Матчи и голы Бута за сборную России |
| ----------------------------------- | ----------------------------------- | ----------------------------------- | ----------------------------------- | ----------------------------------- | ----------------------------------- | ----------------------------------- |
| №                                   | Дата                                | Оппонент                            | Счёт                                | Голы Бута                           | Соревнование                        |                                     |
| 1                                   | 17 августа 1999                     | Беларусь                            | 2:0                                 | -                                   | Товарищеский матч                   |                                     |
| 2                                   | 23 февраля 2000                     | Израиль                             | 1:4                                 | -                                   | Товарищеский матч                   |                                     |

Итого: 2 матча / 0 голов; 1 победа, 0 ничьих, 1 поражение.

## Достижения

### Командные
«Боруссия» (Дортмунд)
- Чемпион Германии (2): 1994/95, 1995/96
- Обладатель Суперкубка Германии (2): 1995, 1996
- Победитель Лиги чемпионов: 1996/97
- Обладатель Межконтинентального кубка: 1997
- Итого : 6 трофеев

 «Фрайбург»
- Победитель Второй Бундеслиги : 2002/03
- Итого : 1 трофей

 «Черноморец» (Новороссийск)
- Победитель первой лиги России (2): 1993, 1994
- Итого : 2 трофея